# Communauté de communes de l'Agglomération migennoise
La communauté de communes de l'Agglomération migennoise  est une communauté de communes française, située dans le département de l'Yonne en région Bourgogne-Franche-Comté.

## Histoire
Le regroupement intercommunal, les communes d'Épineau-les-Voves, Cheny, Laroche-Saint-Cydroine et Migennes se sont constituées en district dès le mois de novembre 1963.
Établissement public de coopération intercommunale, il est régi par le Code général des collectivités territoriales.
1er janvier 1970 : Charmoy rejoint les quatre communes au sein du district.
3 octobre 1986 : jusque-là District urbain de Migennes, le groupement prend la dénomination de District urbain de l'agglomération migennoise.
26 novembre 1986 : son siège est transféré de la Mairie de Migennes, dans des nouveaux locaux situés 1 bis, rue des Écoles.
1er janvier 2002 : afin d'être en conformité avec les obligations de la loi du 12 juillet 1999 relative au renforcement et à la simplification de la coopération intercommunale, le district est transformé en communauté de communes et prend le nom de Communauté de communes de l'agglomération migennoise (CCAM).
1er janvier 2003 : la CCAM se développe à nouveau en intégrant 3 nouvelles communes, Bassou, Bonnard et Chichery

## Composition
La communauté de communes est composée des 8 communes suivantes :

| Nom                    | Code Insee | Gentilé      | Superficie (km2) | Population (dernière pop. légale) | Densité (hab./km2) |
| ---------------------- | ---------- | ------------ | ---------------- | --------------------------------- | ------------------ |
| Migennes (siège)       | 89257      | Migennois    | 16,58            | 6 878 (2022)                      | 415                |
| Bassou                 | 89029      | Bassoliens   | 4,08             | 875 (2022)                        | 214                |
| Bonnard                | 89050      | Bonnartois   | 4,02             | 907 (2022)                        | 226                |
| Charmoy                | 89085      | Charmoisiens | 7,02             | 1 108 (2022)                      | 158                |
| Cheny                  | 89099      | Chinacutiens | 9,72             | 2 231 (2022)                      | 230                |
| Chichery               | 89105      | Chicheriens  | 6,78             | 434 (2022)                        | 64                 |
| Épineau-les-Voves      | 89152      | Spinoliens   | 7,05             | 711 (2022)                        | 101                |
| Laroche-Saint-Cydroine | 89218      | Larochois    | 8,95             | 1 209 (2022)                      | 135                |

## Administration
Le siège de la communauté de communes est situé à Migennes.

### Conseil communautaire
L'intercommunalité est gérée par un conseil communautaire composé de délégués issus de chacune des communes membres et élus pour une durée de six ans, coïncidant ainsi avec les échéances des scrutins municipaux.
Ils sont aujourd'hui au nombre de 27, répartis comme suit :
| Nombre de délégués | Communes                                 |
| ------------------ | ---------------------------------------- |
| 13                 | Migennes                                 |
| 5                  | Cheny                                    |
| 2                  | Bonnard, Charmoy, Laroche-Saint-Cydroine |
| 1                  | Bassou, Chichery, Épineau-les-Voves      |

Avant les élections municipales de 2014, ils étaient 40 répartis comme suit :
| Nombre de délégués | Communes                           |
| ------------------ | ---------------------------------- |
| 16                 | Migennes                           |
| 5                  | Cheny                              |
| 4                  | Charmoy, Laroche-Saint-Cydroine    |
| 3                  | Bassou, Bonnard, Épineau-les-Voves |
| 2                  | Chichery                           |

### Présidence
Le conseil communautaire élit un président. Son président actuel est François Boucher,. Il succède à Georges Friedrich.
| Période                                  | Période  | Identité          | Étiquette | Qualité           |
| ---------------------------------------- | -------- | ----------------- | --------- | ----------------- |
| Les données manquantes sont à compléter. |          |                   |           |                   |
| 1983                                     | 2014     | Georges Friedrich | PCF       | Maire de Cheny    |
| 17 avril 2014                            | En cours | François Boucher  | UMP-LR    | Maire de Migennes |

## Compétences
- Assainissement collectif et non collectif
- Collecte et traitement des déchets des ménages et déchets assimilés
- Activités sanitaires
- Création, aménagement, entretien et gestion de zone d'activités industrielle, commerciale, tertiaire, artisanale ou touristique
- Action de développement économique (Soutien des activités industrielles, commerciales ou de l'emploi, Soutien des activités agricoles et forestières...)
- Construction ou aménagement, entretien, gestion d'équipements ou d'établissements culturels, socioculturels, socioéducatifs, sportifs
- Transport scolaire
- Schéma de cohérence territoriale (SCOT)
- Constitution de réserves foncières
- Organisation des transports urbains
- Organisation des transports non urbains
- Création, aménagement, entretien de la voirie
- Réalisation d'aire d'accueil ou de terrains de passage des gens du voyage
- Autres

## Autres adhésions
- Syndicat mixte d'étude pour la valorisation et le traitement des déchets ménagers et assimilés Centre Yonne

### Sources
- Le SPLAF (Site sur la population et les limites administratives de la France)
- La base ASPIC